# عبدالصمد میرزا عزالدوله

عبدالصمد میرزا عِزّالدوله سالور

عبدالصمد میرزا ملقب به عِزّالدوله (زادهٔ ۱۲۲۴ - درگذشت ۱۳۰۸ خورشیدی) شاهزاده قاجار و چهارمین پسر محمدشاه بود.

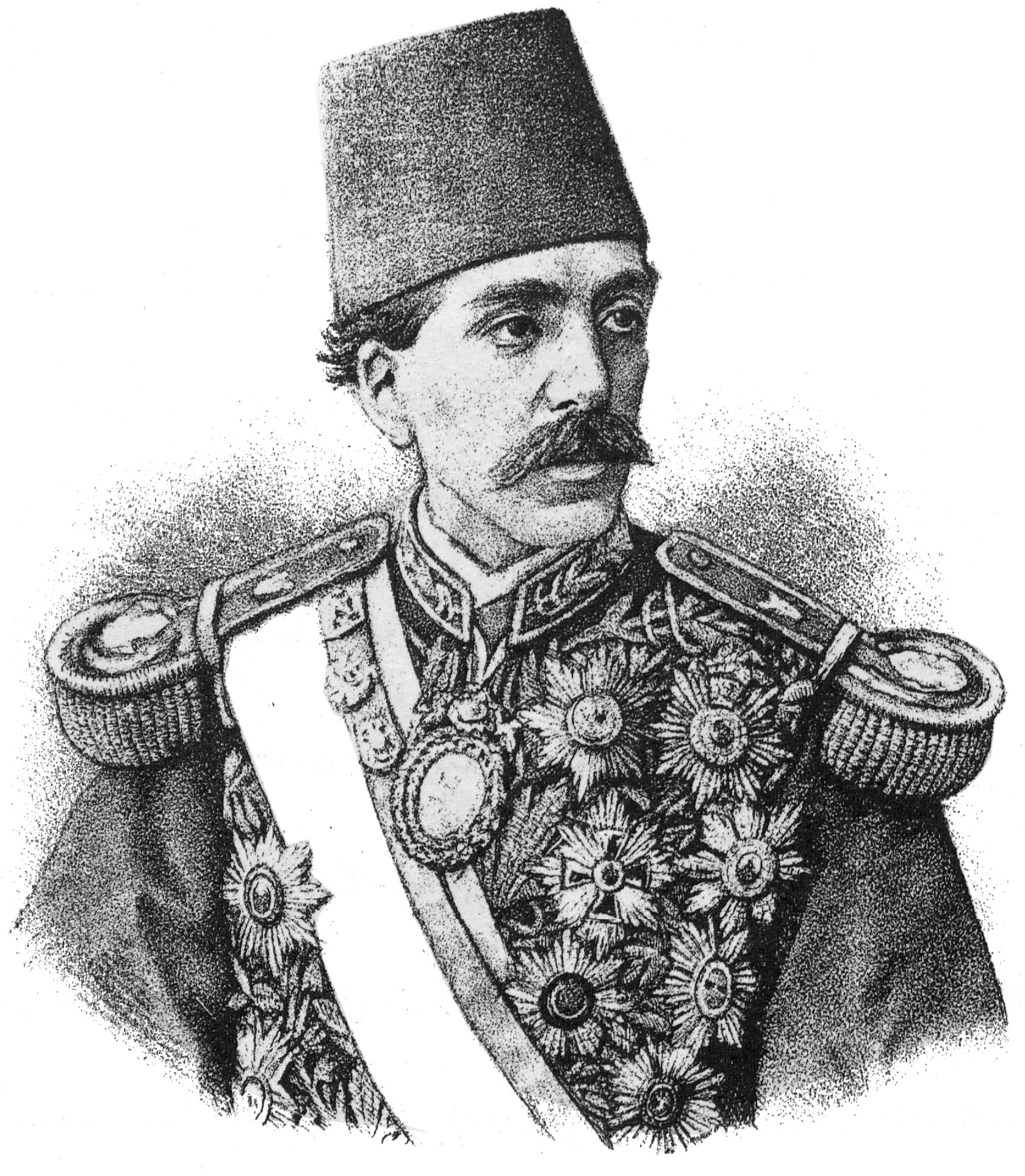
پرتره عبدالصمدمیرزا عزالدوله (اثر ابوتراب غفاری در سال ۱۳۰۰ قمری)

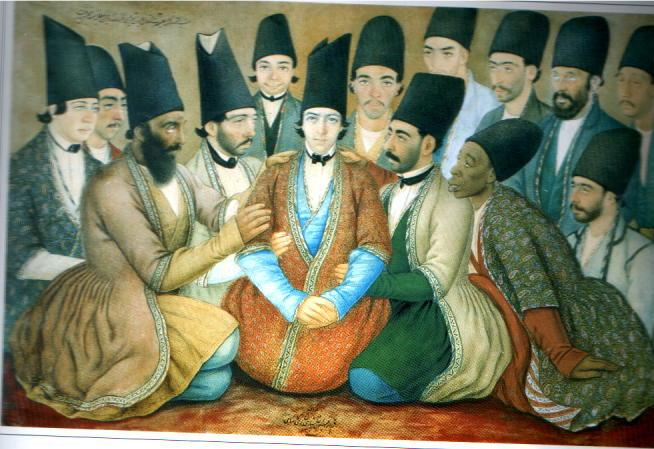
شاهزاده عبدالصمد میرزا (عِزّالدوله) برادر ناصرالدین شاه قاجار و عملهٔ خلوت در چمن سلطانیه، سنهٔ ۱۲۷۶

عبدالصمد میرزا در سال ۱۲۶۱ هجری قمری در تهران متولد شد. در کودکی پدر خود را از دست داد. در ۱۲۷۱ به فرمان برادرش، ناصرالدین‌شاه، لقب عِزّالدوله دریافت کرد و با پیشکاری حسنعلی‌خان آجودان‌باشی به حکومت قزوین منصوب شد. او تا سال ۱۲۷۴ حاکم قزوین بود و پس از آن به ترتیب به حکومت همدان، زنجان، و ملایر و تویسرکان رسید. او از همراهان ناصرالدین شاه در سفر اولش به اروپا (۱۲۹۰ هجری قمری) بود و پس از بازگشت به مقام ایلخانی‌گری ایل قاجار رسید. در سال ۱۳۰۰ در رأس هیئتی برای تبریک تاجگذاری الکساندر سوم تزار روسیه، به آن کشور رفت و پس از بازگشت دست از کار دولتی کشید و گوشه‌گیری اختیار کرد.
عزالدوله زبان فرانسه را نزد ژول ریشار از معلمان فرانسوی دارالفنون آموخته بود و علاوه بر این زبان بر عربی و انگلیسی نیز تسلط داشت. او به مطالعهٔ تاریخ علاقه داشت و از طریق مجلات و روزنامه‌های اروپایی با اوضاع دنیای آشنا بود. عزالدوله در سمت شرقی باغ فردوس، ییلاقی بزرگ و مصفا داشت و غالب اوقات خود را در آن‌جا می‌گذراند.
عزالدوله در سال ۱۳۰۸ در تهران درگذشت و در حرم فاطمه معصومه به خاک سپرده شد.
پس از اجباری شدن نام خانوادگی توسط رضا شاه، چون مادر عزالدوله از قبیلهٔ ترکمن سالور بود، او و فرزندانش نام خانوادگی «سالور» را برای خود برگزیدند. همسر عقدی عزالدوله، تاج‌ماه خانم دختر علیقلی میرزا اعتضادالسلطنه (پسر پنجاه و چهارم فتحعلی‌شاه) بود. او همچنین در دوران حکومت در همدان نگارالسلطنه (دوم) از نوادگان عباس میرزا را به همسری گرفت ولی در نهایت مجبور به طلاق او شد. عزالدوله چند همسر صیغه نیز داشت.